# Кобець Йосип Федірович
Кобець Йосип Федірович — ветеран війни, учасник бойових дій. Народився 1916 року на хуторі Каплиця Глухівського району Сумської області, за старим поділом. Помер у селі Землянка Глухівського району Сумської області.

## Сім'я
Народився у сім'ї звичайного селянина.

## Життєпис
05.10.1934 року призваний до Червоної Армії у званні молодшого лейтенанта (хорунжого), потім, у званні старшого лейтенанта. Службу проходив 71 гвардійському стрілецькому полку 24 гвардійської стрілецької дивізії, 220 стрілецьку полку, 24 гвардійському стрілецькому полку 10 гвардійської стрілецької дивізії, 850 стрілецькому полку, 220 стрілецькому полку 4 стрілецької дивізії 12 Армії. Мав нагороди: Орден Червоної Зірки, Медаль "За перемогу на Німеччиною у Великій Вітчизняній війні". Службу у армії закінчив 30.05.1946 року. 06.08.1942 потрапив у оточення але вийшов.